# آمرود
آمرود (به لاتین: Amrud) یک منطقهٔ مسکونی در افغانستان است که در ولایت بدخشان واقع شده‌است.